# Meilenlaufen
Als Meilenlaufen wird in der Nautik das mit einer Zeitmessung kontrollierte Durchfahren einer Teststrecke bezeichnet, um aus der Drehzahl von Antrieb und Schiffsschraube die Eigengeschwindigkeit des Schiffes herleiten zu können.
Die Messlinie ist genau 1 Seemeile lang (daher der Name) oder ein Mehrfaches davon. Meist ist ihr Anfang und Ende durch Landmarken oder spezielle Baken („Meilenbaken“) markiert, die auf einem bestimmten Kurs passiert werden müssen. Die Zeit wird gestoppt und so die genaue Geschwindigkeit über Grund ermittelt.
Der Vergleich mit dem eingebauten oder dem Schlepplog (Patentlog) erlaubt die Kalibrierung dieses Fahrtmessers, doch hängt das genaue Ergebnis des Meilenlaufens auch vom Tiefgang des Schiffes, von der allfälligen Meeresströmung und der Beschaffenheit des Unterwasserschiffes ab (Muschel- und sonstiger Bewuchs).